# Jim Harley
James „Jim“ Harley (* 21. Februar 1917 in Methil; † 7. September 1989 in Kirkcaldy) war ein schottischer Fußballspieler. Als linker Verteidiger, der auch auf der rechten Seite eingesetzt werden konnte, gewann er mit dem FC Liverpool in der Saison 1946/47 die englische Meisterschaft.

## Sportlicher Werdegang
Harley wurde in der schottischen Bergarbeiter- und Hafenstadt Methil geboren und im Alter von nur 17 Jahren schloss er sich im April 1934 dem englischen Erstligisten FC Liverpool an. Der gelernte linke Verteidiger, der auch auf der rechten Seite eingesetzt werden konnte, etablierte sich ab der Saison 1937/38 als Stammspieler. „Big Jim“, wie Harley genannt wurde, war sehr athletisch gebaut und bei nicht wenigen gegnerischen Angreifern gefürchtet. Darüber hinaus zählte die Schnelligkeit zu seinen Stärken, die er unter anderem als Sieger des traditionellen schottischen Neujahrslaufs „Powderhall Handicap“ als Sieger unter Beweis stellte. Auch jenseits des Spielfelds war Harley gelegentlichen körperlichen Auseinandersetzungen nicht abgeneigt und neben sichtbaren Blessuren zum Trainingsbeginn wurde er auch nach einigen Schlägereien verhaftet.
Als der Zweite Weltkrieg ausbrach, schloss er sich der Royal Navy an und war auf einem Zerstörer an der Evakuierung der britischen Armee aus Dünkirchen im Jahr 1940 beteiligt. Nach der Wiederaufnahme des Ligaspielbetriebs zur Saison 1946/47 steuerte Harley 17 Einsätze zum Gewinn der Meisterschaft bei. Als mittlerweile 30-Jähriger ging er in seine letzte Spielzeit 1947/48, in der er noch einmal 21 Pflichtspiele absolvierte. Anschließend beendete er nach insgesamt 131 Pflichtspielen (ein Tor war ihm dabei nicht vergönnt) verletzungsbedingt seine Profikarriere.
Harley verstarb im Alter von 72 Jahren im September 1989 in Kirkcaldy.

## Titel/Auszeichnungen
- Englischer Fußballmeister (1): 1947